# Taylor Hendricks
Taylor Hendricks (Fort Lauderdale, 22 novembre 2003) è un cestista statunitense, professionista nella NBA con gli Utah Jazz.

## Primi anni di vita
Taylor Hendricks, nato il 22 novembre 2003, è un cestista statunitense che gioca per gli Utah Jazz in NBA. Ha giocato a livello universitario per gli UCF Knights. Durante il suo primo anno, è stato incluso nella Seconda Squadra All-AAC e nella squadra delle matricole dell'AAC. Ha anche vinto il campionato della Florida High School Athletic Association (FHSSA) tre volte.

## Carriera Giovanile
Taylor Hendricks proviene da Fort Lauderdale, Florida, ed ha studiato presso la NSU University. Nella stagione 2018-19, il team della NSU University ha vinto il titolo di Campioni dello Stato FHSSA Classe 5A, battendo la Andrew Jackson High School. Dopo il secondo anno, Hendricks si è trasferito alla Calvary Christian Academy. Come junior, ha avuto medie di 14,1 punti e 9,1 rimbalzi a partita, e Calvary Christian ha vinto il campionato statale 3A della Florida. Nel suo ultimo anno, ha avuto medie di 15,1 punti e 8,2 rimbalzi a partita, ricevendo il riconoscimento come Giocatore dell'Anno della Contea di Broward.
Hendricks, considerato una buona promessa, ha deciso di giocare per gli UCF Knights, selezionandoli tra altre università come Florida, Florida State e altre. Questa scelta lo ha reso uno dei giocatori più quotati a entrare nell'UCF.

## College
Nel suo primo anno con UCF, Taylor Hendricks non era visto come un candidato per il draft NBA. Nonostante ciò, ha debuttato da matricola come ala grande titolare per i Knights, l'8 novembre 2022, facendo registrare 23 punti, 2 intercetti e 3 stoppate contro UNC Asheville. Grazie alle sue prestazioni, è stato eletto Rookie della Settimana dell'American Athletic Conference (AAC) per quattro settimane consecutive. Prima di lui, Austin Nichols aveva vinto il titolo per tre settimane. Nel febbraio 2023, ha segnato 25 punti contro Tulsa e alla fine della stagione è stato inserito nella Seconda Squadra All-AAC.
Dopo una buona stagione, Hendricks ha deciso di dichiararsi pronto per il draft NBA del 2023, lasciando l'università.

## NBA

### Utah Jazz (2023–attuale)
Nel 2023, gli Utah Jazz hanno scelto Taylor Hendricks come nona scelta assoluta nel draft NBA. Con questa selezione, Hendricks ha stabilito diversi primati per l'UCF: è diventato la scelta più alta nel draft NBA, il primo giocatore scelto nella lottery e il primo giocatore "one-and-done" (ovvero che gioca un solo anno a livello universitario prima di passare al professionismo) nella storia dell'UCF.

## Statistiche

### College
| Anno      | Squadra     | PG | PT | MP   | TC%  | 3P%  | TL%  | RP  | AP  | PRP | SP  | PP   |
| --------- | ----------- | -- | -- | ---- | ---- | ---- | ---- | --- | --- | --- | --- | ---- |
| 2022-2023 | UCF Knights | 34 | 34 | 34,7 | 47,8 | 39,4 | 78,2 | 7,0 | 1,4 | 0,9 | 1,7 | 15,1 |
| Carriera  | Carriera    | 34 | 34 | 34,7 | 47,8 | 39,4 | 78,2 | 7,0 | 1,4 | 0,9 | 1,7 | 15,1 |

### NBA

#### Regular Season
| Anno      | Squadra   | PG | PT | MP   | TC%  | 3P%  | TL%  | RP  | AP  | PRP | SP  | PP  |
| --------- | --------- | -- | -- | ---- | ---- | ---- | ---- | --- | --- | --- | --- | --- |
| 2023-2024 | Utah Jazz | 40 | 23 | 21,4 | 45,0 | 37,9 | 79,3 | 4,6 | 0,8 | 0,7 | 0,8 | 7,3 |
| 2024-2025 | Utah Jazz | 3  | 3  | 25,0 | 22,2 | 25,0 | 75,0 | 5,0 | 0,7 | 1,7 | 1,3 | 4,7 |
| Carriera  | Carriera  | 43 | 26 | 21,7 | 43,4 | 36,8 | 78,8 | 4,7 | 0,8 | 0,8 | 0,8 | 7,1 |

### G League
| Anno      | Squadra      | PG | PT | MP   | TC%  | 3P%  | TL%  | RP  | AP  | PRP | SP  | PP   |
| --------- | ------------ | -- | -- | ---- | ---- | ---- | ---- | --- | --- | --- | --- | ---- |
| 2023-2024 | S.L.C. Stars | 22 | 22 | 30,5 | 44,7 | 35,6 | 74,3 | 6,2 | 1,3 | 0,9 | 1,4 | 14,7 |
| Carriera  | Carriera     | 22 | 22 | 30,5 | 44,7 | 35,6 | 74,3 | 6,2 | 1,3 | 0,9 | 1,4 | 14,7 |